# Мяч для гэльского футбола

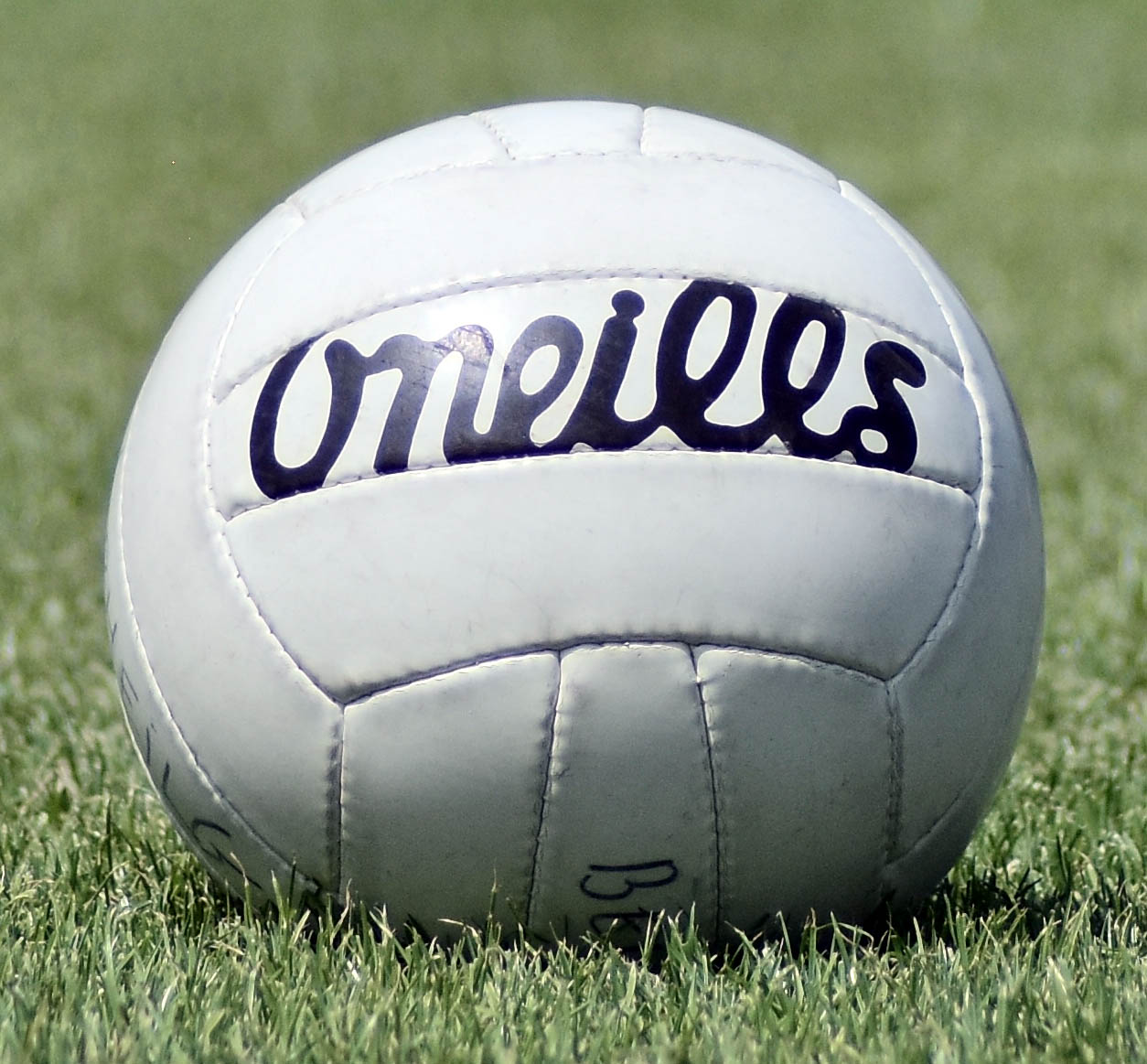
Мяч для гэльского футбола производства компании O'Neills

Мяч для гэльского футбола (англ. football, gah ball, Gaelic football, ирл. liathróid peile) — мяч сферической формы, используемый для игры в гэльский футбол, женский гэльский футбол и Футбол по международным правилам. Внешне по принципу сшивания панелей он похож на волейбольный мяч, поскольку состоит из 18 панелей, распределённых по шести расположенным перпендикулярно друг другу группам (в каждой группе две панели в форме трапеции и одна прямоугольная).

## Эволюция мяча
В первых редакциях правил игры в гэльский футбол ничего не говорилось о типе мяча, и в эту игру играли обычным футбольным мячом. В 1886 году в Дублине начали продавать специальные мячи для гэльского футбола. Ранее их делали из кожи, однако в дождливую погоду они быстро намокали и теряли свою форму; это продолжалось до тех пор, пока не стали изготавливать из водостойкого материала.

## Параметры мяча
По правилам, мяч должен весить от 480 до 500 г, а длина окружности должна составлять от 68 до 70 см. Небольшие мячи могут использоваться для игр среди детей и подростков. Все мячи одобряются Центральным советом по принципу соответствия стандартам и тестам, разработанным Центральным советом; как и другое снаряжение, мячи должны соответствовать требованиям и время от времени проверяться на соответствие таковым. Давление в мяче должно составлять от 69 до 69 кПа. Женский гэльский футбол предусматривает проведение встреч с мячом 4-го размера среди всех команд старше 12 лет; в матчах с участием девочек до 12 лет используется мяч 3-го размера или типа «Go Games».